# Katrine Mikkelsen
Katrine Mikkelsen (født 1986) er en dansk atlet medlem af Aalborg AK, Aalborg AM fra 2007 og Københavns IF fra 2012.

## Internationale ungdomsmesterskaber
- 2005 U20-NM 400 meter 7.plads 58,32
- 2005 U20-NM 100 meter 8.plads 13,06
- 2004 U20-NM 400 meter 6.plads 58,47

## Danske mesterskaber
OBS Oversigten er endnu ikke fuldt opdateret!
- Guld 2013 4 x 400 meter
- Guld 2012 4 x 100 meter
- Guld 2012 4 x 400 meter
- Sølv 2012 200 meter inde 26,00
- Bronze 2012 400 meter inde
- Sølv 2012 4 x 200 meter inde
- Bronze 2011 200 meter inde 26,18
- Guld 2011 400 meter inde 58,68
- Bronze 2011 4 x 200 meter inde 1,48,60
- Bronze 2010 200 meter 25,64
- Bronze 2007 200 meter 25,11
- Sølv 2007 200 meter inde 25,49
- Bronze 2007 60 meter inde 7,92
- Bronze 2007 400 meter inde 57,75
- Guld 2006 200 meter 25,27w
- Bronze 2006 200 meter inde 26,50
- Guld 2005 200 meter inde 26,85
- Guld 2005 400 meter inde 60,66